# جريس (المنوفية)
جِرِيس إحدى قرى مركز أشمون التابع لمحافظة المنوفية بجمهورية مصر العربية.

## التاريخ
ذكر محمد رمزي في كتابه القاموس الجغرافي للبلاد المصرية أن جريس من القرى القديمة، حيث ذكرها ابن حوقل المتوفي سنة 367هـ/977م في كتابه «المسالك والممالك» باسم «الجريسات»، وقال: «وهي ضيعة مع شطنوف في بر واحد، ذات منبر، وبها أسواق صالحة». كذلك ذكرها الإدريسي المتوفي سنة 560هـ/1166م في كتابه «نزهة المشتاق» تحت اسم «الجريس»، وقال: «وهي في الضفة الشرقية، وهي مدينة حسنة على إقليم جليل كبير، وهي كثيرة التجارات والعمارات والكروم والأشجار»، وسمّاها ياقوت الحموي في كتابه «معجم البلدان» باسم «الجُرَيْسات»، وقال أنها موضع بمصر.
كما ذكر رمزي أنه ورد ذكرها في «قوانين ابن مماتي» باسم «جريسان»، وفي «تحفة الإرشاد» باسم «الجريسات»، وذكرها ابن الجيعان في كتابه «التحفة السنية بأسماء البلاد المصرية»، أنها من الأعمال المنوفية، وأن مساحتها 3,222 فدان. وفي تأريخ سنة 1228هـ/1813م وردت باسمها الحالي «جريس». وفي سنة 1261هـ/1845م، تم فصل ناحية من جريس إداريًا تحت اسم «عزبة جريس»، ثم ألغيت استقلالية العزبة إداريًا سنة 1319هـ/1901م، وأضيفت مرة اخرى إلى جريس، فصارتا ناحية واحدة باسم «جريس وعزبتها».
وقال علي باشا مبارك عن جريس في كتابه «الخطط التوفيقية» أنها من قرى مديرية المنوفية بمركز أشمون، وأن بها جامع قديم بمنارة صغيرة وعدة زوايا للصلاة ، وبها ثلاث بساتين ، ولأهلها شهرة في صناعة الفخار ويتكسّبون منه ومن الزراعة. وما زال للقرية شهرة حتى الآن في صناعة الأواني الفخارية.

## السكان
بلغ عدد سكان جريس وعزبتها 24,592 نسمة، حسب الإحصاء الرسمي لعام 2006.